# تشيرمان سفلي
تشيرمان سفلي هي قرية في مقاطعة أصفهان، إيران. يقدر عدد سكانها بـ 34 نسمة بحسب إحصاء 2016.